# Lee Young-yoo
Lee Young-yoo (이영유?; Seul, 10 luglio 1998) è un'attrice e cantante sudcoreana.
Iniziò come attrice bambina nel 2003 e, dal 2004 al 2005, fece parte del gruppo k-pop 7 Princess insieme ad altre sei bambine; il 5 dicembre 2008 pubblicò un singolo da solista, Lovely, contenente le tracce "White World" e "Kiddie Love", sotto l'etichetta LOEN Entertainment.

## Filmografia

### Cinema
- Herb (허브?, HeobeuLR), regia di Heo In-moo (2007)
- Manhole (맨홀?, MaenholLR), regia di Shin Jae-young (2014)

### Televisione
- Open drama namgwa yeo - Soksereul ddeonapsida (오픈드라마 남과 여 - 속세를 떠납시다?) – film TV (2003)
- Haetbit ssot-ajida (햇빛 쏟아지다?) – serial TV (2004)
- Jag-eun cheonsadeul (작은 천사들?) – film TV (2004)
- 2wor-ui yeoldae-ya (2월의 열대야?) – serial TV (2004)
- Bullyang jubu (불량 주부?) – serial TV (2005)
- Sarangdo refill-i doenayo? (사랑도 리필이 되나요??) – serial TV (2005-2006)
- Bullyanggajok (불량가족?) – serial TV (2006)
- Romance papa (로맨스 파파?) – film TV (2007)
- Dor-a-on ttukbaegi (돌아온 뚝배기?) – serial TV (2008)
- Bam-imyeon bammada (밤이면 밤마다?) – serial TV (2008)
- Jamyeonggo (자명고?) – serial TV (2009)
- Tae-yang-eul samkyeora (태양을 삼켜라?) – serial TV (2009)
- Bolsurok aegyomanjeom (볼수록 애교만점?) – serial TV (2010)
- Yeo-wang-ui gyosil (여왕의 교실?) – serial TV (2013)
- Geureohgo geureon sa-i (그렇고 그런 사이?) – film TV (2013)
- Sarang-i one-yo (사랑이 오네요?) – serial TV (2016)

## Riconoscimenti
| Anno | Premio           | Categoria                                                                   | Opera nominata     | Risultato       |
| ---- | ---------------- | --------------------------------------------------------------------------- | ------------------ | --------------- |
| 2005 | SBS Drama Awards | Miglior giovane attrice                                                     | Bullyangjubu       | Vincitore/trice |
| 2013 | MBC Drama Awards | Miglior giovane attrice (insieme a Kim Hyang-gi, Kim Sae-ron e Seo Shin-ae) | Yeo-wang-ui gyosil | Vincitore/trice |